# Dotoramades difformipes
Dotoramades difformipes är en skalbaggsart som först beskrevs av Bates 1879.  Dotoramades difformipes ingår i släktet Dotoramades och familjen långhorningar.
Artens utbredningsområde är Madagaskar. Inga underarter finns listade i Catalogue of Life.